# Danh đề kết thúc

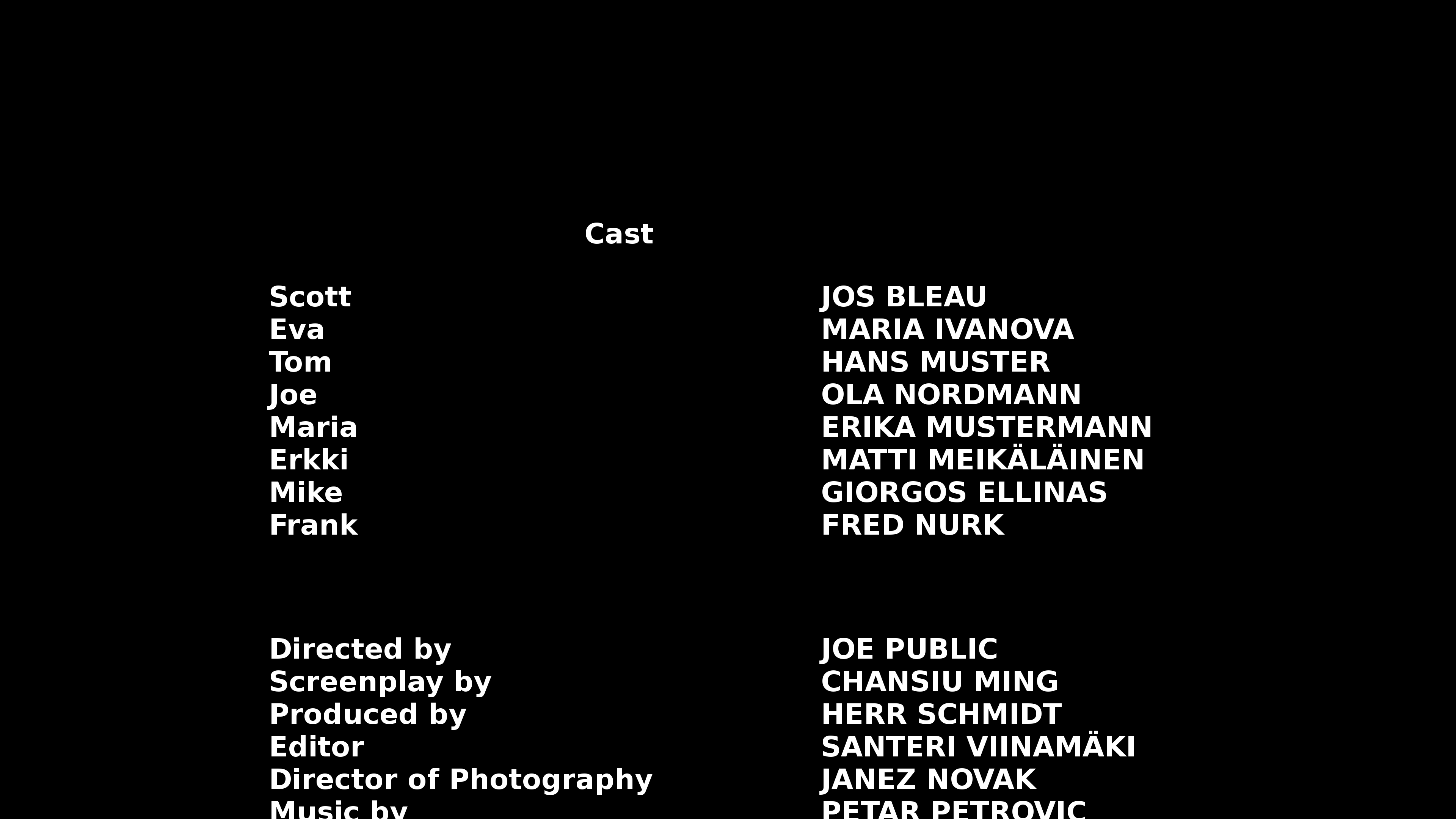
Danh đề kết thúc

Danh đề kết thúc (tiếng Anh: closing credits hoặc end credits) là danh sách những người đóng góp cho một bộ phim, có thể bao gồm diễn viên, đạo diễn, nhà sản xuất, hãng phân phối, âm nhạc,...Danh đề kết thúc thường được chiếu sau khi bộ phim kết thúc và chiếu trước cảnh hậu danh đề, hoặc song song cảnh hậu danh đề. Danh đề kết thúc có chứa âm nhạc chủ đề của bộ phim và là phần không thể thiếu trong một bộ phim khi kết thúc, đôi khi còn có thể kèm theo hình ảnh tóm tắt tập tiếp theo hoặc hình ảnh hậu trường. Danh đề kết thúc có thể có hai màu đen và trắng hoặc nhiều màu kết thúc với chuyển động đi lên của dòng chữ, hoặc ẩn hiện từng dòng chữ một, kèm theo một số nhân vật hoặc hình vẽ, thậm chí danh đề kết thúc cũng có thể là một dòng chữ hay một logo.
Tuy danh đề kết thúc là phần khán giả bỏ qua nhiều nhất nhưng nó cũng thể hiện công sức quý báu, sự biết ơn, kính trọng đối với các nhà sản xuất. Một cách khác để khiến khán giả xem danh đề kết thúc là chèn cảnh hậu danh đề vào sau danh đề kết thúc.